# レフレックス受信機

レフレックス受信機の一例の回路図。ひとつのトランジスタが高周波と低周波の両方を増幅している。

レフレックス受信機（レフレックスじゅしんき、英：reflectional receiver、reflex radio）とは、ラジオ受信機の構成方式のひとつで、1つの増幅回路を高周波（RF）にも低周波（AF）にも利用する。増幅した高周波信号から検波によって取り出した音声信号を、再び同じ増幅回路に戻す。二回目は音声信号の周波数で増幅し、イヤホンやパワーアンプに出力する。
一般に、高周波増幅回路の負荷抵抗を高周波チョークにすることがよく行われるが、そこで単なるチョークコイルではなくチョークトランスを使用しその2次側から誘導結合で取り出すか、チョークの手前にキャパシタを繋いで容量結合で、高周波信号を取り出す。取り出した高周波信号は検波回路（ダイオードなど）を通して低周波の音声信号にする。この低周波信号を直結か容量結合で増幅回路の入力にもう一度入れる（バイアス回路の一部を兼ねるようにすると、直結による単純な回路になる（右の回路例を参照））。増幅回路で増幅された低周波信号は高周波チョークを通り抜けるので、それを取り出してイヤホンかパワー段に出力する。
レフレックス受信機は部品数が少なく、小型化が容易である。また、消費電力が少ない。しかし安定性はよくなく、容易に発振する。設計では、バイパスコンデンサ等による電源やアースの安定化（信号の回りこみ抑止）と、単純な回路だけに高度な手法は使えないが高周波と低周波のフィルタリングの塩梅といった点が重要である。一般に高周波回路の設計で必要とされる諸注意についてはもちろんだが、増幅器の線形な特性の範囲を外すと相互変調 (IM) が起きることや、信号を入力に戻しているために残存している高周波により再生式のような正帰還が軽く掛かっていることなど、異常発振の要因が多く、設計と実装においては配慮が必要である。

## 例

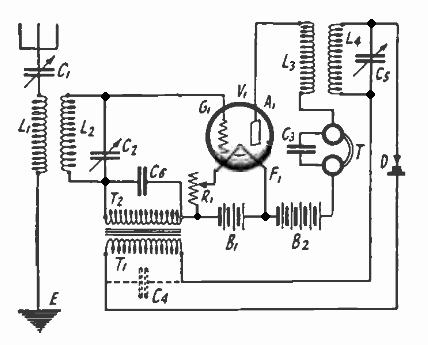
1920年代前半に作られた一般的な真空管式1玉AM受信機のレフレックス回路

右の図は1920年代初頭の最も一般的な真空管式1球AMレフレックス受信機の回路である。高周波（RF）と低周波(オーディオ信号)の増幅を1段ずつ行うTRFレシーバーとして機能した。アンテナからの高周波信号は、バンドパスフィルタC1, L1, L2, C2を通り、直接加熱式三極真空管V1のグリッドに印加される。コンデンサC6は、高周波信号を遮断するオーディオトランス巻線T2周辺をバイパスする。真空管のプレートから増幅された信号はRFトランスL3, L4に印加され、C3はヘッドフォンコイルの周りの高周波信号をバイパスする。入力周波数に同調した二次側L4, C5は、プレート回路のオーディオ信号がディテクタに到達するのをブロックすると同時に、第2のバンドパスフィルタとして機能する。その出力はカーボランダム点接触型のダイオードDで整流される。
ダイオードによって高周波信号から抽出されたオーディオ信号は、チョークトランスT1, T2によってグリッド回路に結合され、高周波がグリッド回路に逆流してハウリングを起こすことを防いでいる。コンデンサC4は、ダイオードからの高周波のパルスを遮断し、フィードバックに対する保護を強化するが、通常はトランスの巻線T1が十分な寄生容量を持っているため、通常は必要はない。オーディオ信号は真空管のグリッドに印加され増幅される。増幅されたプレートからの音声信号は、低インダクタンスのRF一次巻線 L3を容易に通過し、イヤホンTに印加され音声として出力される。レオスタットR1はフィラメント電流を制御していた、このレオスタットは初期の回路ではボリュームコントロールとして使用された。